# SV Castrop 02
SV Castrop 02 was een Duitse voetbalclub uit Castrop-Rauxel.

## Geschiedenis
De club werd opgericht in 1902 toen Castrop nog een zelfstandige gemeente was. De club sloot zich aan bij de West-Duitse voetbalbond en ging in de Ruhrcompetitie spelen. Tijdens de Eerste Wereldoorlog speelde de club kort in de hoogste klasse, die toen in meerdere reeksen verdeeld was. In 1927 promoveerde de club opnieuw naar de hoogste klasse en werd meteen vicekampioen in groep twee achter FC Schalke 04. In het tweede seizoen werd de club nog derde. Hierna werden beide groepen samengevoegd en nu werd Castrop slechts achtste op tien clubs. In 1930 werd de competitie weer gesplitst, maar de club werd slechts voorlaatste. De volgende twee seizoenen eindigde Castrop in de lagere middenmoot. In 1933 werd de competitie geherstructureerd in Duitsland. De Gauliga werd ingevoerd als hoogste klasse en hiervoor plaatste de club zich niet.
Na de oorlog begon de club in de laagste reeks en promoveerde in 1948 naar de Bezirksliga en in 1950 naar de Landesliga, de derde klasse. In 1955 werd de Verbandsliga de derde klasse en ook hier plaatste de club zich voor. In 1960 degradeerde de club naar de Landesliga.
In 1962 fuseerde de club met SG Erin 1911 tot SG Castrop-Rauxel.